# 深南高速道路
深南高速道路（深圳-南寧高速道路） (しんなんこうそくどうろ、中国語: 深圳—南宁高速公路)は、中華人民共和国の広東省深圳市と広西チワン族自治区南寧市を結ぶ、建設中の高速道路である。路線番号はG0412が割り当てられている。

## 路線
深圳市の伶仃洋大橋を起点とし、珠海市、江門市、茂名市、玉林市を経て終点の南寧市に至る計画となっている。